# Championnat du Soudan de football 2013
Navigation
Saison précédente Saison suivante
La saison 2013 du Championnat du Soudan de football est la quarante-neuvième édition de la première division au Soudan, la Sudan Premier League. Elle regroupe, sous forme d'une poule unique, les quatorze meilleures équipes du pays qui se rencontrent deux fois, à domicile et à l'extérieur. En fin de saison, les deux derniers du classement sont relégués et remplacés par les trois meilleurs clubs de deuxième division tandis que le club classé 12e affronte le troisième de D2 en barrage de promotion-relégation.
Une nouvelle fois, les deux clubs d'Omdourman qui dominent la compétition. Al Merreikh Omdurman remporte le titre après avoir terminé en tête du classement final, avec deux points d'avance sur le tenant, Al Hilal Omdurman. Al Ahly Shandy se classe troisième à douze points d'Al Hilal. C'est le dix-neuvième titre de champion du Soudan de l'histoire du club.

## Qualifications continentales
Les deux premiers du classement se qualifient pour la prochaine édition de la Ligue des champions de la CAF tandis que le 3e et le 4e disputeront la Coupe de la confédération 2014.

## Les clubs participants
| - Al Hilal Omdurman - Al Ittihad Wad Madani - Promu de D2 - Al Nsoor - Al Ahly Wad Madani - Amal Atbara - Al Nil Hasahisa - Al Ahli Khartoum | - Al-Mourada SC - Al Merreikh Omdurman - Al Hilal Kaduqli - Al Merreikh Al Fasher - Promu de D2 - Khartoum 3 - Al Ahly Shandy - Al-Ahli Atbara - Promu de D2 |

## Compétition
Le barème de points servant à établir les classements se décompose ainsi :
- Victoire : 3 points
- Match nul : 1 point
- Défaite : 0 point

### Classement
| Rang | Équipe                 | Pts | J  | G  | N  | P  | Bp | Bc | Diff |
| ---- | ---------------------- | --- | -- | -- | -- | -- | -- | -- | ---- |
| 1    | Al Merreikh OmdurmanC  | 63  | 26 | 20 | 3  | 3  | 51 | 17 | +34  |
| 2    | Al Hilal OmdurmanT     | 61  | 26 | 18 | 7  | 1  | 58 | 17 | +41  |
| 3    | Al Ahly Shandy         | 51  | 26 | 15 | 6  | 5  | 37 | 16 | +21  |
| 4    | Al-Ahli AtbaraP        | 39  | 26 | 11 | 6  | 9  | 29 | 27 | +2   |
| 5    | Khartoum 3             | 38  | 26 | 10 | 8  | 8  | 25 | 22 | +3   |
| 6    | Al Merreikh Al FasherP | 36  | 26 | 9  | 9  | 8  | 26 | 33 | -7   |
| 7    | Al Ahli Khartoum       | 35  | 26 | 9  | 8  | 9  | 19 | 21 | -2   |
| 8    | Al Hilal Kaduqli       | 31  | 26 | 6  | 13 | 7  | 19 | 21 | -2   |
| 9    | Al Ittihad Wad MadaniP | 28  | 26 | 6  | 10 | 10 | 21 | 30 | -9   |
| 10   | Amal Atbara            | 25  | 26 | 4  | 13 | 9  | 26 | 26 | 0    |
| 11   | Al Nsoor -3            | 25  | 26 | 8  | 4  | 14 | 21 | 39 | -18  |
| 12   | Al Nil Hasahisa        | 24  | 26 | 6  | 6  | 14 | 19 | 27 | -8   |
| 13   | Al-Mourada SC          | 17  | 26 | 3  | 8  | 15 | 18 | 45 | -27  |
| 14   | Al Ahly Wad Madani     | 16  | 26 | 3  | 7  | 16 | 17 | 45 | -28  |

|  | Qualification pour la Ligue des champions de la CAF 2014                |
|  | Qualification pour la Coupe de la confédération 2014                    |
|  | Participation au barrage de promotion-relégation                        |
|  | Relégation directe en deuxième division                                 |
|  | T : Tenant du titre C : Vainqueur de la Coupe du Soudan P : Promu de D2 |

### Matchs

#### Barrage de promotion-relégation
Le club classé 12e de première division affronte le 3e de D2 dans un duel en matchs aller-retour afin de déterminer le club qui accède ou se maintient parmi l'élite.
| Équipe 1                     | Résultat | Équipe 2        | Aller | Retour |
| ---------------------------- | -------- | --------------- | ----- | ------ |
| Hay Al-Arab Port Soudan (D2) | 1 - 2    | Al Nil Hasahisa | 1 - 0 | 0 - 2  |

- Les deux clubs se maintiennent dans leur championnat respectif.

## Bilan de la saison
| Championnat du Soudan de football 2013                             |                                  |
| Champion                                                           | Al Merreikh Omdurman (19e titre) |
| Coupes et trophées                                                 |                                  |
| Vainqueur de la Coupe du Soudan 2013                               | Al Merreikh Omdurman             |
| Qualifications continentales                                       |                                  |
| Ligue des champions de la CAF 2014                                 | Al Merreikh Omdurman             |
| Ligue des champions de la CAF 2014                                 | Al Hilal Omdurman                |
| Coupe de la confédération 2014                                     | Al Ahly Shandy                   |
| Coupe de la confédération 2014                                     | Al-Ahli Atbara                   |
| Coupe Kagame inter-club 2014                                       | Al Merreikh Omdurman             |
| Promotions et relégations                                          |                                  |
| Promus en Premier League                                           | Al-Hilal Al Fasher               |
| Promus en Premier League                                           | Al Rabta Kosti                   |
| Relégués en Championnat du Soudan de football de deuxième division | Al-Mourada SC                    |
| Relégués en Championnat du Soudan de football de deuxième division | Al Ahly Wad Madani               |